# جفری ماس
جفری ماس (انگلیسی: Jeffrey Mass; ۲۹ ژوئن ۱۹۴۰ – ۳۰ مارس ۲۰۰۱) مورخ اهل ایالات متحده آمریکا بود. یک آکادمیک، مورخ، نویسنده و ژاپن‌شناس آمریکایی بود.  استاد تاریخ ژاپن او، یاماتو ایچیهاشی در دانشگاه استنفورد بود.
وی همچنین برندهٔ جوایزی همچون کمک‌هزینه گوگنهایم شده است.